# Bad Honnef
Bad Honnef (pronunciación en alemán: /baːt ˈhɔnəf/ⓘ) es una localidad alemana ubicada en el distrito de Rin-Sieg, estado federado de Renania del Norte-Westfalia. Su población según datos del censo de 2010 era de 25.213 habitantes.

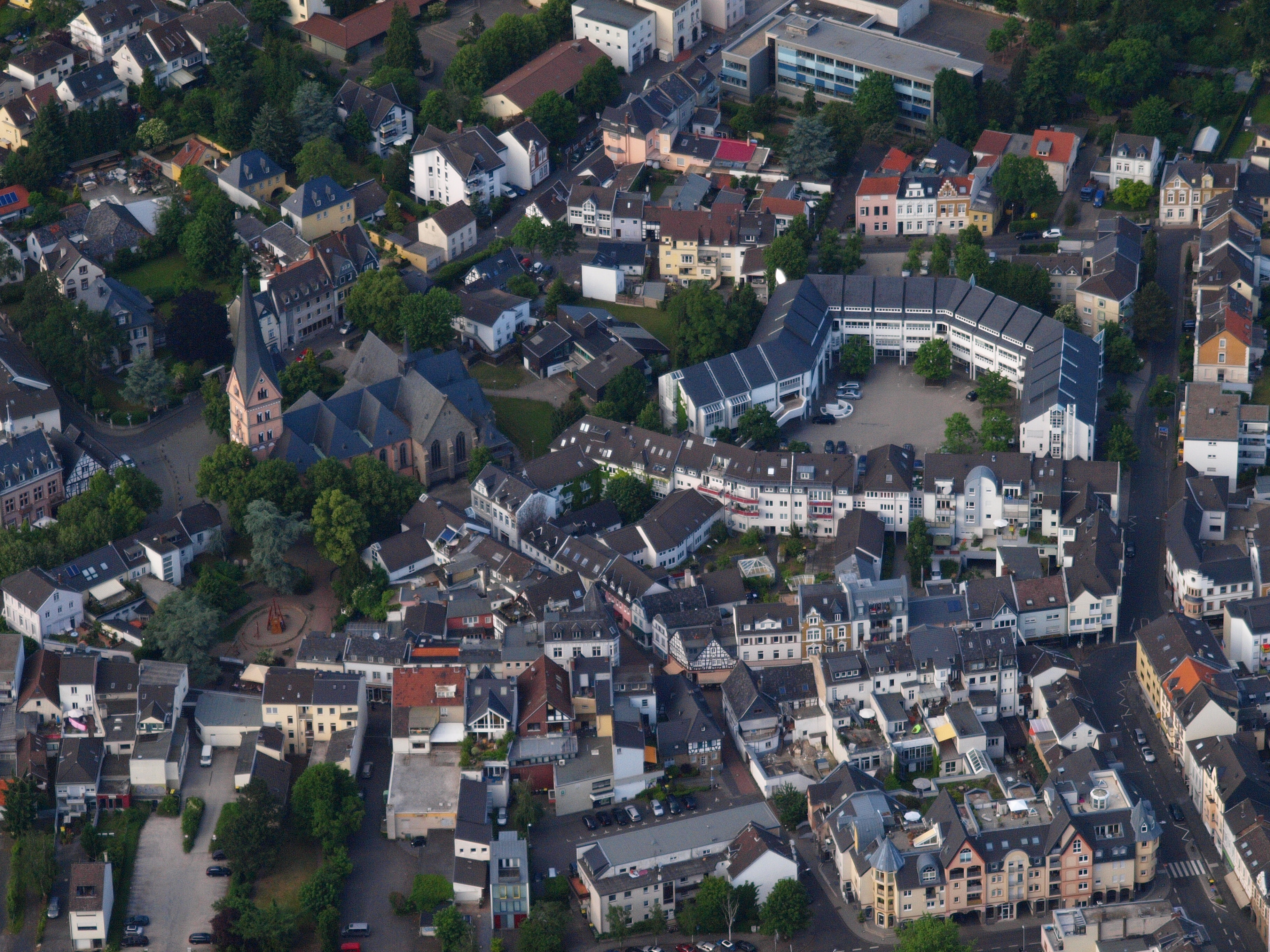
Honnef, Vista aérea